# Trochosa paranaensis
Trochosa paranaensis este o specie de păianjeni din genul Trochosa, familia Lycosidae. A fost descrisă pentru prima dată de Mello-leitão, 1937. Conform Catalogue of Life specia Trochosa paranaensis nu are subspecii cunoscute.